# Rio Darwen
O rio Darwen é um rio que atravessa as cidades de Darwen e Blackburn, no borough de Blackburn with Darwen, condado não metropolitano de Lancashire, Inglaterra. Eventualmente, se junta ao rio Ribble em Walton-le-Dale. Corre para o sul de Preston em seu caminho para o estuário do Ribble, na costa oeste do norte da Inglaterra.

## Curso
Originário de Jack's Key, onde os riachos Grain e Grainings se encontram,, o rio atravessa a cidade de Darwen, continuando nos subúrbios de Blackburn, passando pelo Ewood Park. Passa abaixo do Canal de Leeds e Liverpool, no Aqueduto Ewood, e é novamente canalizado em Waterfall e perto de Griffin Park. Junta-se ao rio Blakewater perto do Witton Country Park, em Blackburn, e deixa para trás as paisagens urbanas, fluindo através de parques e vales. Um outro afluente, o rio Roddlesworth, junta-se ao Darwen em Moulden Brow, na fronteira entre Blackburn with Darwen e o borough de Chorley (aqui o nome de Moulden Brow é associado a Moulden Water, um nome alternativo para este trecho do rio). De lá, o Darwen passa pela fortaleza de Hoghton Tower, finalmente se combinando com o rio Ribble em Walton-le-Dale.

## Lugares de Interesse

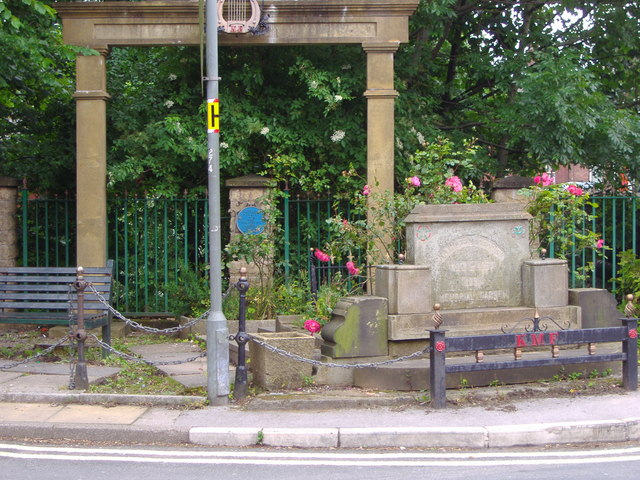
Jardim memorial em homenagem à cantora lírica Kathleen Ferrier, às margens do rio Darwen, em Higher Walton

- Um pequeno jardim memorial em homenagem a famosa cantora lírica Kathleen Ferrier, falecida em 1953 está localizado às margens do rio, em Higher Walton, Lancashire;[4]
- Parkway e Higher Croft Woods, ao sul de Blackburn, são um Patrimônio Biológico (BHS) que também recebeu o status de Reserva Natural Local em 2005;[5]
- Walton-le-Dale foi o local da Batalha de Preston durante a Segunda Guerra Civil Inglesa, que viu uma vitória para o Exército Novo, sob o comando de Oliver Cromwell, sobre os realistas e escoceses, citada no poema "To Cromwell", de John Milton: -

"Enquanto Darwent ria com sangue de escocês imbricado..."
O nome citado no poema para o rio é "Darwent", dando-nos evidências de sua derivação de uma forma de dialeto Britônico semelhante ao galês antigo derwenyd (no galês moderno, derwenydd), que significa "vale espesso com carvalhos".

## História
O rio foi poluído por efluentes humanos e industriais durante a Revolução Industrial, e essa contaminação continuou até o início dos anos 1970. O rio, frequentemente, mudava de cor dramaticamente como resultado de fábricas de papel e tintas, que usavam rotineiramente suas águas. Este processo já cessou e, como resultado, o Darwen está relativamente limpo, o que resultou no retorno de trutas e peixes pequenos. Em 2012, um trecho que havia permanecido em um bueiro por 100 anos foi descoberta em uma área de Darwen conhecida como Shorey Bank. Ao longo do curso do rio, muitas melhorias resultaram em uma maior qualidade da água.